# Доктор Нік
Доктор Нік Рів'єра (англ. Dr. Nick Riviera) — один з вигаданих персонажів мультсеріалу Сімпсони. Доктор Нік — невдалий лікар-шарлатан. Цей образ був задуманий, як пародія на псевдолікарів, з сумнівним минулим та освітою.

## Біографія
Точних даних про минуле Доктора Ніка не існує — відомо тільки те, що він ймовірно мексиканського походження і те, що у 20 років він поступив до Шелбівільського медичного коледжу і закінчив його з дуже великими труднощами на «трієчку». До того ж він увесь час використовував службове становище, виписуючи заборонені ліки привабливим жінкам. Попри це, ліцензію лікаря все ж таки отримав і почав свою практику у Спрінгфілді. У серіалі його вік не змінюється і йому завжди 34 роки. Хоча Нік Рів'єра живе у США він не громадянин країни та безрезультатно намагається складати іспит на американське громадянство. Судячи з усього, він має латиноамериканське коріння та прізвище і говорить з іспанським акцентом. У повнометражному фільмі Сімпсонів Доктор Нік гине, коли його розчавив гострий уламок купола над Спрінгфілдом. Хоча у повнометражній версії він зображений померлим, творці серіалу підтвердили, що збираються повернути його до життя у наступних серіях.

## Нік у поліклініці
Попри те, що Нік іноді отримував хороші оцінки в коледжі, він дуже погано орієнтується в медицині. Коли він переплутав печінку з серцем, пацієнт помер, і у нього відібрали ліцензію лікаря. Попри це, Нік ще досі працює лікарем у Головній спрінгфілдській лікарні. Анатомію людини він знає дуже погано, плутає печінку зі шлунком, трахею із серцем; про детальнішу будову органів він взагалі нічого не знає; побачивши малюнок вагітної жінки думає, що вона з'їла дитину. Доктор Нік відкрив власну вушну клініку, але й там робить під час операцій і процедур жахливі помилки. У хірургічних приладах Нік теж погано розбирається, не знає для чого балони з сонним газом, боїться хірургічного ножа, скальпеля, зажиму. За власним визнанням, має алергію на кров. Однак, Доктор Нік не цурається викопувати трупи померлих із цвинтаря, ймовірно використовуючи їхні органи для живих пацієнтів.
Хоча недбале відношення Доктора Ніка відоме багатьом, у нього завжди є клієнти. Зокрема Гомер декілька разів користувався його послугами, коли не мав грошей на справжнього лікаря Доктора Гібберта. Так, під час операції на серці, Гомер вижив тільки тому, що Ліса підказувала Ніку Рів'єрі. Доктор Нік також іноді працює з доктором Гіббертом як анестезіолог і у власній клініці часто проводить жахливі процедури над Монтгомері Бернсом, спрямовані на продовження його життя.

## Ставлення до роботи
До своєї роботи Нік відноситься безсоромно халатно. Він ніколи не працював більше ніж 20 хвилин поспіль. Не зважаючи на це, Нік досить спокійно відноситься до того, що йому постійно підказують, що робити. Він ніколи не бере відповідальності за усі свої провальні операції. До того ж, незважаючи на жахливі помилки у його процедурах та лікуванні, нещасні пацієнти Доктора Ніка на нього не подають до суду, а здебільшого намагаються самі його побити. У медицині його найбільше приваблює зарплата і він цього не соромиться і рахує гроші на очах у пацієнтів. Його найжахливіший пацієнт — Руконога (він його так називає), у якого замість правої руки ліва нога, а замість лівої ноги — права рука. Колись, після закінчення медінституту, він працював у аптеці стажером і працював там так само недбало, виписуючи різні рецепти ліків не за допомогою довідників, а вигадуючи їх сам.
У 1998 р. журнал Канадської медичної асоціації провів жартівливе порівняння двох лікарів серіалу — Доктора Ніка та Доктора Гібберта. Хоча компетентність Гібберта не ставилася під сумнів, кращим лікарем, однак був визнаний Доктор Нік Рів'єра, оскільки Нік був уважнішим до бажань пацієнтів і завжди намагався знизити вартість медичних послуг. У той час Доктора Гібберта звинуватили у зверхньому відношенні до пацієнтів та марнотратстві.

## Телепередача Доктора Ніка
Доктор Нік веде власну телепередачу, де показує, як робляться різні операції, які він з успіхом провалює. Цю передачу намагалися декілька разів закрити, через некомпетентність доктора Ніка і кількість створених ним загроз для життя пацієнтів. Оскільки про нормальні методи лікування Нік майже нічого не знає, то йому доводиться винаходити нові методи лікування. Це шоу доволі популярне, оскільки методи Ніка мають великий успіх застосування у Спрінгфілді. Це шоу починається з традиційного «Привіт, докторе Нік» — на що він зазвичай відповідає: «Привіт усім»; шоу закінчується фразою «Бувай, докторе Нік» — на що Нік відповідає «Бувайте всі!».